# Elsa Turakainen
Elsa Turakainen (8 de agosto de 1904 – 7 de febrero de 1992) fue una actriz teatral, cinematográfica y televisiva finlandesa. Con una notable carrera teatral en el Teatro Helsingin Kansanteatteri, como actriz cinematográfica fue conocida por sus papeles de madre, sobre todo en las películas de la serie Suomisen perhe y en la cinta Niskavuori. Por su trayectoria, en el año 1955 recibió la Medalla Pro Finlandia.

## Biografía

### Inicios
Su nombre completo era Elsa Mercedes Turakainen, y nació en Helsinki, Finlandia, siendo sus padres Oskar Viljam Turakaisen y Anna Matilda Rosenbergin. En un principio Turakainen estudió canto pero, a instancias de su padre, solicitó la admisión en la Academia de Teatro de Helsinki (Taideyliopiston Teatterikorkeakoulu), donde estudió entre 1926 y 1928, haciendo varios viajes de formación por Suecia y Europa Central en la siguiente década. Turakainen fue también profesora de artes plásticas en Víborg en 1930–1933.
La carrera profesional de Elsa Turakaisen comenzó con la ópera Kaarle-kuninkaan metsästys, en la que interpretó el papel principal. Se inició en el Teatro de Víborg Viipurin kaupunginteatteri en 1928–1934, donde alcanzó el estatus de primera dama. Turakainen protagonizó también la obra de León Tolstói Resurrección. Después de Víborg fue a actuar el Teatro de Tampere, donde trabajó entre 1934 y 1937.

### Teatro Helsingin Kansanteatterin
En 1937 Turakainen empezó a trabajar en el Teatro Helsingin Kansanteatterissa, del cual se retiró en 1974. En ese período el nombre del teatro cambió a Helsingin Työväen Teatteri, y luego a Helsingin kaupunginteatteri. Allí interpretó los papeles principales de las obras de Hella Wuolijoki Justiina y Vihreä kulta. En Tulitikkuja lainaamassa fue la amante de Ihalaisen. Fueron también destacadas sus actuaciones en Hamlet, Markurellien perheen, Ruma Elsa (junto a Arvo Lehesmaa), Meren ja lemmen aallot (de Franz Grillparzer), Aavesonaatissa (de August Strindberg), y Laahus.
Otras obras en las cuales actuó durante su estancia en el Helsingin Kansanteatterin fueron:
- Katon rajassa
- Kaunis Veera
- Kissat
- Kulta vai kunnia
- Kun lesket lempivät
- Almas muertas
- Laitapuolella
- Laulu valkoiselle miehelle
- Pigmalión
- Regina von Emmeritz
- Sade
- Sisäänpääsytutkinto
- La visita de la anciana dama
- Vihreä papukaija

### Carrera en el cine y la radio
La carrera en el cine de Turakaisen empezó durante la guerra civil finlandesa, actuando en la cinta muda Miekan terällä (1928). Tras un paréntesis de diez años, la actriz volvió al cine, actuando en unas 60 películas hasta 1979.
Turakainen fue Aino Suomista en seis filmes de la serie Suomisen perhe, actuando junto a Lasse Pöysti y Maire Suvanto. En las cintas de Edvin Laine Niskavuoren Aarne y Niskavuori taistelee, Turakainen fue Loviisa Niskavuorta. Su papel de abuela en Opri fue recompensado con un Premio Jussi.
Para la gran pantalla hizo varias comedias, entre ellas Pekka ja Pätkä miljonääreinä (1958), Ruma Elsa (1949) y Älä nuolase... (1961). Como actriz dramática, Turakainen hizo destacadas actuaciones en Musta rakkaus (1957) y Pikku Pietarin piha (1961).
En su faceta radiofónica, Turakainen fue conocida por dar voz a Hanna Harvahampaan en Noita Nokinenä.

### Vida privada
Elsa Turakaisen falleció en Helsinki en el año 1992, a los 87 años de edad. Estuvo casada con el actor Artturi Laakso desde el año 1935 hasta la muerte de él en 1976. Tuvieron una hija, Varpu, nacida en 1936. 

## Filmografía
- 1928 : Miekan terällä
- 1939 : Seitsemän veljestä
- 1939 : Punahousut
- 1941 : Suomisen perhe
- 1942 : Suomisen Ollin tempaus
- 1942 : Oi, aika vanha, kultainen...!
- 1943 : Tyttö astuu elämään
- 1943 : Syntynyt terve tyttö
- 1943 : Synnitön lankeemus
- 1943 : Suomisen taiteilijat
- 1943 : Varuskunnan ”pikku” morsian
- 1944 : Sylvi
- 1944 : Suomisen Olli rakastuu
- 1945 : Tähtireportterit tulevat
- 1945 : Suomisen Olli yllättää
- 1945 : Matkalla seikkailuun
- 1947 : Kultamitalivaimo
- 1948 : Toukokuun taika
- 1948 : Onnen-Pekka
- 1948 : Neljästoista vieras
- 1949 : Ruma Elsa
- 1949 : Prinsessa Ruusunen
- 1949 : Isäntä soittaa hanuria
- 1950 : Kaunis Veera eli Ballaadi Saimaalta
- 1951 : Kenraalin morsian
- 1952 : Noita palaa elämään
- 1952 : Lännen lokarin veli
- 1952 : Komppanian neropatit
- 1954 : Opri
- 1954 : Niskavuoren Aarne
- 1954 : Kunnioittaen
- 1954 : Kasarmin tytär
- 1957 : Vääpeli Mynkhausen
- 1957 : Pikku Ilona ja hänen karitsansa
- 1957 : Niskavuori taistelee